# Valle del Río
Valle del Río es una localidad del estado mexicano de Guerrero. Es parte del municipio de Coyuca de Benítez.

## Demografía
| Gráfica de evolución demográfica |
|                                  |

| Censo | Población |
| ----- | --------- |
| 1921  | 199       |
| 1930  | 195       |
| 1940  | 340       |
| 1950  | 614       |
| 1960  | 912       |
| 1970  | 1 367     |
| 1980  | 1 327     |
| 1990  | 1 289     |
| 2000  | 1 404     |
| 2010  | 1 432     |
| 2020  | 1 673     |